# Каменушка

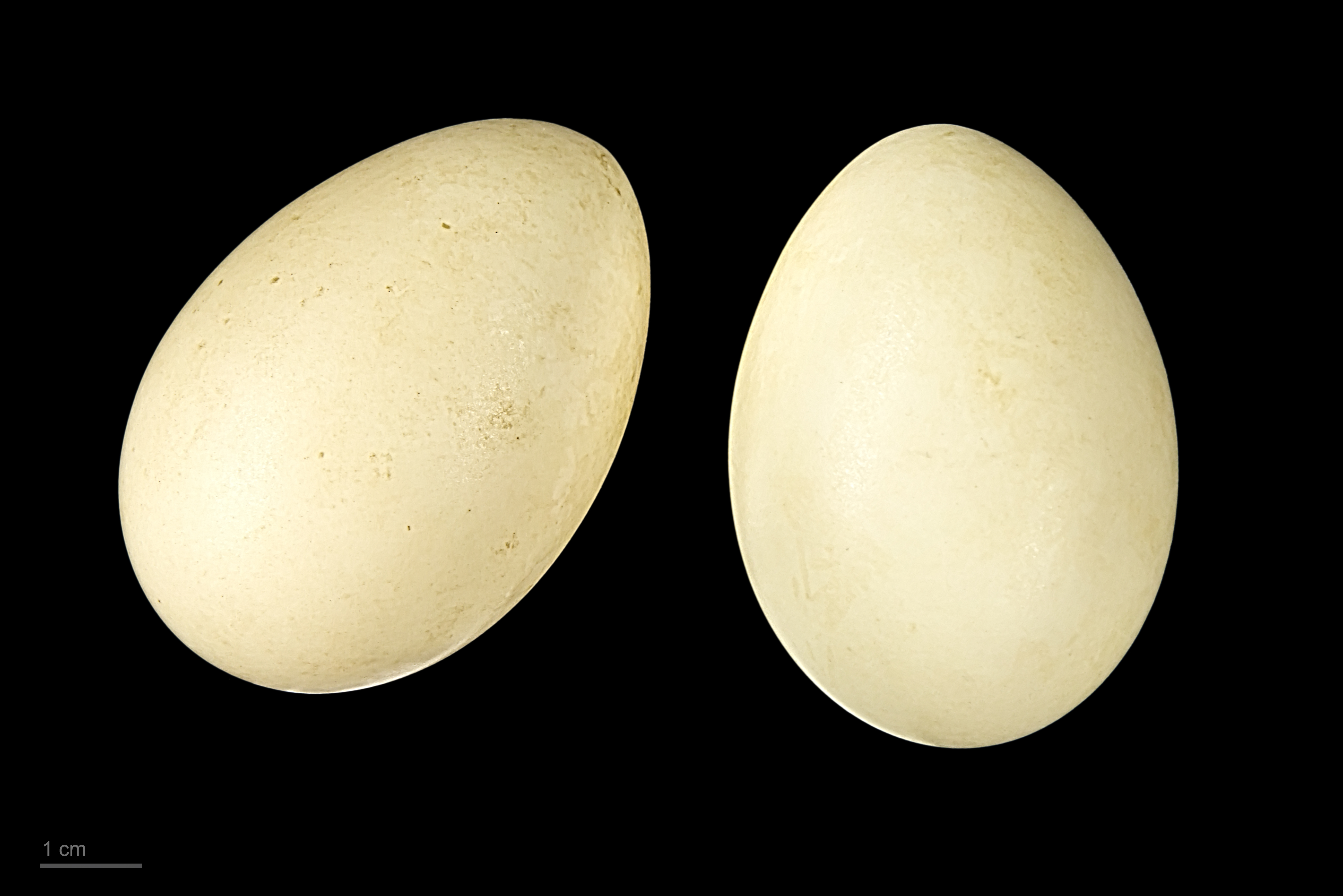
яйцо Histrionicus histrionicus - Тулузский музеум

Камену́шка (лат. Histrionicus histrionicus) — вид птиц семейства утиных.

## Оперение
От других уток отличима по окраске оперения: селезень тёмный с ржаво-рыжими боками, белым полулунным пятном перед глазом, белым ошейником, белыми пятнами и полосками по бокам головы и на туловище. Голова и шея у него чёрные, матовые. Самка тоже тёмная, с тремя белыми пятнышками на голове.

## Распространение
Распространена каменушка в Северо-Восточной Сибири, Дальнем Востоке, Северо-Западной Америке, Гренландии, Исландии. Населяет высокогорные местности, преимущественно реки ледниковой зоны. На большей части ареала — перёлетная птица. Зимует у тихоокеанских и атлантических побережий, расположенных к югу от мест гнездовий. Зимой держится на море у каменистых берегов.

## Питание
Каменушка — животноядная утка, питается насекомыми, ракообразными, моллюсками и другими животными, за которыми, как правило, ныряет. На воде держится высоко, приподняв хвост, взлетает легче и быстрее, чем большинство нырковых уток.

## Голос
Голос селезня в брачный период — громкий двусложный крик, который трудно передать и ещё труднее описать. В стае птицы переговариваются тихим кряканьем, похожим на голос кряквы.

## Промысловое значение
Ввиду небольшой численности каменушка не имеет сколько-нибудь заметного промыслового значения, за исключением некоторых районов зимовок. Коренные народы Сибири вообще не трогают эту красивую утку, так как у многих из них существует поверье, что каменушки — это души утонувших детей.